# Польша на «Евровидении-2004»
Польша принимала участие в сорок девятом выпуске телевизионного конкурса Евровидение-2004, который состоялся 15 мая в стадионе Абди Ипекчи в Стамбуле, Турция. Страну представляла группа Blue Café с песней Love Song ("Любовная песня"), написанной её участниками, Татьяной Окупник и Павлом Рурак-Сокалом. По итогам конкурса 2003 года Польша заработала себе право автоматически выйти в финал, как одна из десяти лучших стран прошедшего Евровидения. По итогам голосования Blue Café заняли 17-е место из 24, набрав 27 очков. Тем не менее, Love Song стала предшественницей польской заявки на Евровидение-2005 Czarna dziewczyna в исполнении группы Ivan and Delfin. Конкурс был показан на каналах TVP1 и TVP Polonia с комментариями Артура Ожеха. Глашатаем от Польши был Мацей Орлуш.

## Предыстория
К моменту участия на конкурсе 2004 года Польша уже участвовала на Евровидение восемь раз, с момента своего дебюта в 1994 году. Самый высокий и самый успешный результат Польши тоже был в 1994 году, когда певица Эдита Гурняк с песней To nie ja! заняла второе место. Страна дважды пропускала Евровидение по причине плохих результатов: в 2000 и 2002 годах. На Евровидение-2003 композиция Keine Grenzen – Żadnych granic в исполнении группы Ich Troje заняла седьмое место, зафиксировав второй раз попадания Польши в топ-10.
Польский национальный вещатель TVP отвечает за организацию отбора польской заявки и трансляцию конкурса. Вплоть до 2001 года все заявки на Евровидение определялись внутри телекомпании. В 2003 году TVP впервые провёл национальный отбор под названием Krajowe Eliminacje do Konkursu Piosenki Eurowizji с разными артистами и песнями. 6 сентября 2003 года TVP подтвердил участие Польши на Евровидение-2004. Также телекомпания объявила, что польская заявка будет выбрана через национальный финал, как и годом ранее.

## До «Евровидения»

### Krajowe Eliminacje do Konkursu Piosenki Eurowizji 2004
Национальный финал под названием Krajowe Eliminacje do Konkursu Piosenki Eurowizji 2004 состоялся 24 января 2004 года в студии 5 TVP в Варшаве. Ведущими были Томаш Каммел и Магдалена Молек. Пятнадцать песен было представлено, а победитель определялся только голосованием телезрителей. В поддержку исполнителей итальянская певица In-Grid и победительница Евровидение-2003 Сертаб Эренер выступили во время антракта.
| Порядковый номер | Исполнитель                  | Название песни         | Автор(ы)                                               | Голоса | Место |
| ---------------- | ---------------------------- | ---------------------- | ------------------------------------------------------ | ------ | ----- |
| 1                | Лукаш Загробельный и Offside | Dreaming About You     | Артур Амброзяк, Роберто Калицкий, Кшиштоф Чуб          | 5,532  | 12    |
| 2                | Малгожата Островская         | Nie uwierzę            | Малгожата Островская, Кен Роуз, Кип Вингер             | 1,431  | 15    |
| 3                | Goya                         | All My Senses          | Goya, Магдалена Вуйчик                                 | 24,566 | 6     |
| 4                | Кася Клих                    | Let Me Introduce       | Катажина Клих, Ярослав Плокика                         | 15,090 | 8     |
| 5                | Planeta                      | Easy Money             | Яцек Адамчик                                           | 9,648  | 9     |
| 6                | Sistars                      | Freedom                | Наталия Пшибыш, Марек Пиотровский, Бартек Кролик       | 22,107 | 7     |
| 7                | Януш Радек                   | Pocztówka z Avignonu   | Анджей Могильницкий, Ромуальд Липко                    | 28,607 | 5     |
| 8                | Golden Life                  | Labyrinth of Life      | Golden Life, Ивонна Турбяр                             | 6,690  | 11    |
| 9                | Blue Café                    | Love Song              | Татьяна Окупник, Павел Рурак-Сокал                     | 57,125 | 1     |
| 10               | Łzy                          | Julia, tak na imię mam | Анна Вышкони, Адам Конкол                              | 54,625 | 2     |
| 11               | Алисия Янош                  | I'm Still Alive        | Самуэль Энг, Лейф Сундин, Даниэль Боквист, Марк Типсер | 30,952 | 4     |
| 12               | Кшиштоф Киляньский           | Stay                   | Кшиштоф Киляньский, Витольд Кисло                      | 7,835  | 10    |
| 13               | Магда Стечковская и Indigo   | Mogę dziś              | Indigo, Эдита Варшавская                               | 2,008  | 14    |
| 14               | Kowalski                     | Sen Kowalskiego        | Kowalski, Роберт Брунн                                 | 3,697  | 13    |
| 15               | Марцин Розинек               | Nick of Time           | Марцин Розинек                                         | 51,736 | 3     |

## На «Евровидении»
В 2003 году Европейский вещательный союз анонсировал, что формат Евровидения претерпит изменения. Согласно новым правилам конкурса, к финалу допускались страна-хозяйка, страны "большой четвёрки" (Великобритания, Германия, Испания и Франция), десять стран, занявших самые высокие места на Евровидение-2003 и десять лучших стран-полуфиналистов 2004 года. Поскольку Польша финишировала на седьмом месте в 2003 году, то она автоматически прошла в финал. 23 марта 2004 состоялась жеребьёвка по распределению очереди выступлений. Группа Blue Café выступала под номером 19, между Ирландией и Великобританией. По итогам голосования Польша заняла 17-е место из 24, набрав 27 очков. Данный результат означал, что Польше придётся участвовать в полуфинале Евровидения-2005. С 2004 года все страны-участницы должны были перейти к полному телеголосованию. 12 очков польские телезрители присудили стране-победительнице, Украине и 0 очков России. Россия не присудила Польше ни одного очка.

### Голосование
| Очки      | Страна              |
| --------- | ------------------- |
| 12 баллов |                     |
| 10 баллов |                     |
| 8 баллов  |                     |
| 7 баллов  | - Литва             |
| 6 баллов  |                     |
| 5 баллов  | - Украина           |
| 4 балла   | - Германия - Греция |
| 3 балла   | - Исландия          |
| 2 балла   | - Кипр              |
| 1 балл    | - Испания - Швеция  |

| Очки      | Страна              |
| --------- | ------------------- |
| 12 баллов | Украина             |
| 10 баллов | Швеция              |
| 8 баллов  | Турция              |
| 7 баллов  | Греция              |
| 6 баллов  | Германия            |
| 5 баллов  | Сербия и Черногория |
| 4 балла   | Кипр                |
| 3 балла   | Мальта              |
| 2 балла   | Великобритания      |
| 1 балл    | Испания             |